# 三崎省三
三崎 省三（みさき せいぞう、1867年8月22日〈慶応3年7月23日〉 - 1929年〈昭和4年〉2月23日）は、日本の技術者・経営者。阪神電気鉄道代表取締役を務めた。兵庫県氷上郡黒井村出身。

## 経歴・人物
東洋英和学校、成立学舎を経て、1886年12月に渡米。1891年、サンフランシスコのボーイズハイスクールを卒業し、1891年10月にスタンフォード大学へ一期生として入学。翌年、パデュー大学3年生に編入（飛び級）し、1894年6月卒業した。電気工学を専攻し、学士（BME: the degree of Bachelor of Mechanical Engineering）となった。。帰国後は、1894年11月に三吉電機工場に入社し、京都電気鉄道の電車のモーターを製作した。1899年6月に技師長として、阪神電気鉄道に入社し、1914年4月から1917年11月までに取締役を務め、1917年11月に専務を経て、1922年4月から1927年9月まで代表取締役を務めた。
阪神電気鉄道および阪神甲子園球場の建設に尽力した。